# Robert Acquafresca
Robert Acquafresca (ur. 11 września 1987 w Turynie) – włoski piłkarz polskiego pochodzenia występujący na pozycji napastnika.

## Kariera klubowa
Robert Acquafresca w wieku sześciu lat rozpoczął treningi w klubie Torino Calcio. W sezonie 2004/2005 włoski napastnik wziął udział w rozgrywkach Primavery, czyli mistrzostwach Włoch do lat 20, w których strzelił 2 gole w 14 spotkaniach. W tym czasie drużyna seniorów Torino zajęła 2. miejsce w Serie B, jednak z powodu problemów finansowych Włoska Federacja Piłki Nożnej nie dopuściła ich do startu w rozgrywkach pierwszej ligi. Działacze ekipy "Granata" byli zmuszeni do sprzedaży wielu swoich piłkarzy, a wśród nich znalazł się również Acquafresca, który trafił do Interu Mediolan. 18–letni wówczas Włoch nie miał większych szans na grę w zespole "Nerazzurrich", więc włodarze Interu zdecydowali się na sprzedaż połowy praw do karty zawodnika klubowi Treviso.
W Serie A Acquafresca zadebiutował 11 lutego 2006, kiedy to Treviso przegrało na własnym boisku 1:2 z Chievo. Wychowanek Torino FC na boisku pojawił się wówczas w 85. minucie zmieniając Pingę. Treviso w ligowej tabeli zajęło 19. miejsce i spadło do 2. ligi, jednak Acquafresca na zasadzie współwłasności pozostał na Stadio Omobono Tenni na kolejny sezon. W rozgrywkach Serie B zanotował 35 występów i zdobył 11 goli, a w linii ataku grywał z takimi zawodnikami jak Luigi Beghetto, Dino Fava Passaro oraz Andrea Russotto.
Latem 2007 Acquafresca miał powrócić do Interu, jednak na San Siro sprowadzono z Cagliari Calcio Davida Suazo. Acquafresca na zasadzie współwłasności odszedł właśnie do Cagliari i ligowy debiut w nowym klubie zanotował 26 sierpnia podczas wygranego 2:0 pojedynku z SSC Napoli. Pierwszą bramkę dla Cagliari strzelił natomiast 26 września w przegranym 1:3 spotkaniu przeciwko S.S. Lazio, a przez cały sezon rozegrał 32 mecze i zdobył 10 goli. 25 czerwca 2008 poinformowano, że kierownictwo Interu odkupiło od Cagliari połowę praw do karty Acquafreski i jednocześnie wypożyczyło go do drużyny "Rossoblu" na sezon 2008/2009. Włoski piłkarz tworzył wówczas duet napastników razem z Brazylijczykiem Jedą.
Po zakończeniu sezonu 2008/2009 Acquafresca odszedł do Genoi, jednak jeszcze w czerwcu został wypożyczony do Atalanty BC. Pierwszego gola dla ekipy z Bergamo zdobył 22 listopada w wygranym 2:0 meczu ze Sieną. Po półrocznej grze dla Atalanty zawodnik powrócił do Genoi w styczniu 2010. 20 lutego strzelił dla niej 2 gole w zwycięskim 3:0 spotkaniu przeciwko Udinese Calcio. Latem 2010 do Genoi sprowadzono Lukę Toniego, który dostał koszulkę z numerem 9, w której do tej pory grał właśnie Acquafresca. Włoch polskiego pochodzenia 18 sierpnia został wypożyczony do Cagliari Calcio. W 2011 wypożyczony do Bologni.

## Kariera reprezentacyjna
Acquafresca ma za sobą występy w młodzieżowych reprezentacjach Włoch. Grał w drużynach do lat 17, 18, 19, 20 oraz 21. Łącznie dla wszystkich tych zespołów rozegrał 30 meczów i strzelił 13 goli.
Matka Acquafreski jest Polką pochodzącą z Giżycka, natomiast ojciec jest Włochem. W 2008 pojawiła się informacja, że wychowanek Torino mógłby grać dla reprezentacji Polski. Acquafresca, który mówi w języku polskim, w wywiadzie udzielonym 14 marca Gazecie Wyborczej powiedział, że potrzebuje czasu na podjęcie decyzji, barwy którego kraju będzie reprezentować. 18 marca zadecydował, że w przyszłości będzie grać dla zespołu "Squadra Azzura".
W tym samym roku Pierluigi Casiraghi powołał Acquafrescę do 18-osobowej kadry reprezentacji Włoch na Igrzyska Olimpijskie w Pekinie. Z turnieju piłkarskiego Włosi odpadli w ćwierćfinale, w którym przegrali 2:3 z Belgami. Na olimpiadzie Acquafresca strzelił jednego gola z rzutu karnego w wygranym 3:0 pojedynku rundy grupowej z Hondurasem.